# Polymorphanisus hargreavesi
Polymorphanisus hargreavesi är en nattsländeart som beskrevs av Barnard 1980. Polymorphanisus hargreavesi ingår i släktet Polymorphanisus och familjen ryssjenattsländor. Inga underarter finns listade i Catalogue of Life.